# Jan van der Bilt
Jan van der Bilt (Kapelle, 23 april 1876 – Doorn, 21 september 1962) was een Nederlandse astronoom. Zijn specialisatie was de helderheid van veranderlijke sterren. 
Van der Bilt was van 1895 tot 1903 luitenant-ter-zee bij de marine. In deze hoedanigheid werd hij als observator bij de Utrechtse sterrenwacht Sonnenborgh geplaatst. Hij nam ontslag en ging in Utrecht wis-, natuur- en sterrenkunde studeren (1903-1911). Hij promoveerde in 1916 bij Albertus Antonie Nijland op een proefschrift met de titel The Variable Stars R Sagittae, V Vulpeculae, RV Tauri. Daarna werd hij er lector in de sterrenkunde (1920-1938). Door zijn marine-achtergrond had hij als astronoom een praktische instelling.
De Dr. J. van der Biltprijs van de Koninklijke Nederlandse Vereniging voor Weer- en Sterrenkunde is naar hem vernoemd.